# Сити-холл (Лондон)
Сити-холл — здание в Лондоне, служащее резиденцией Администрации Большого Лондона.
Совет Большого Лондона, упразднённый в 1986 году, располагался в Каунти-холле, что в Ламбете. К моменту создания новой администрации Каунти-холл уже был превращён в гостиницу. Заказ на проектирование нового объекта достался фирме «Фостер и партнёры», выполняли его сам Норман Фостер и Кен Шатлуорт. Проект был выполнен в 1998 году, строительство сооружения заняло около 5 лет и обошлось в 65 миллионов фунтов.
Здание находится в Саутуарке, недалеко от Тауэрского моста. В нём десять этажей, его высота — 45 м. Сити-холл наиболее известен своей необычной искривлённой формой, напоминающей нарезанное яйцо. У обоих мэров Лондона — Кена Ливингстона и Бориса Джонсона — она вызвала ассоциацию с формой половой железы. Фостер объяснял непривычный облик сооружения стремлением сократить его поверхность и за счёт этого сэкономить потребляемую энергию.
Весь Сити-холл опоясывает полукилометровая галерея (эту идею архитектор мог позаимствовать в Гуггенхаймовском музее). Наверху находится площадка для выставок и встреч, именуемая «Лондонской гостиной». Её иногда открывают для публики.